# Joan Rigau i Sala
Joan Rigau i Sala (Santa Coloma de Farners, 9 d'abril 1905 - Madrid, 5 desembre de 1977) fou un mestre i músic conegut a la comarca. El seu pare era músic i taper. Dirigia l'orquestra "La Farnense", de molta anomenada en aquells temps. El fill, des de petit demostrà tenor molta disposició per a la música. Als vuit anys ingressà a l'Escolania de Montserrat on romangué fins al 1921.Tenia 19 anys quan quedà orfe de pare.

## La música de Joan Rigau i Sala
La música va servir per ajudar-lo a tirar endavant la família i per cursar els estudis de magisteri a la Normal de Girona. Acabà la carrera l'any 1927. El 25 de setembre de 1933 prengué possessió de l'escola unitària de nens número 2 de Vidreres, una vila de tradició progressista, que s'avenia molt bé amb el seu esperit obert, liberal i amant del nostre país. Home senzill i bondadós, estava sempre disposat a fer un favor a tothom.

## Matrimoni
A Vidreres conegué la senyora Teresa Vinyals i Aragay, que exercia com a mestra de l'escola de nenes des de 1930. L'any 1934, després d'uns mesos de l'arribada del senyor Rigau a Vidreres, els dos mestres es casaren. Les escoles funcionaven en locals no gaire adients als baixos de la Casa de la Vila. El senyor Rigau i la senyora Vinyals van crear l'Himne dels petits escolars a Vidreres. Aquest es va convertir en una cançó de referència pel poble de Vidreres.
L'estada a Vidreres durà fins al 1954, què per facilitar els estudis dels seus dos fills, Jordi i Anna-Maria, el matrimoni es traslladà a Barcelona. Els vidrerencs volgueren testimoniar el seu afecte fent un homenatge públic al matrimoni. El mes de setembre de 1981 l'Ajuntament de Vidreres prengué l'acord de donar el nom de Joan Rigau i Sala a la Biblioteca Municipal del poble.